# セブンソード
『セブンソード』（原題：七劍）は、2005年公開の中国・香港・韓国合作の映画。香港アクション映画の第一人者であるツイ・ハーク監督の作品。梁羽生の武俠小説『七剣下天山』の映画化だが、かなり改変されており、作品の名を借りた監督オリジナル作品に近い。
2013年に亡くなったラウ・カーリョンにとっては事実上最後の出演作品でもあり、第42回金馬奨において「最優秀アクション設計賞」を、ラウ・カーリョン、トン・ワイ、ホン・ヤンヤンが連名で受賞した。

## あらすじ
1660年代、清の時代の中国。圧政による反乱が増す中、清朝の王は反抗勢力を一掃すべく、「禁武令」という武術を習う者全てを斬首刑に処す禁令を出し、益々世は厳しいものになる。そんな中、反抗する武術家は仲間を集め7人となり、伝説の7本の剣と共に清の軍隊に立ち向かう。

## キャスト
| 役名                               | 俳優                         | 日本語吹替 | 備考           |
| ---------------------------------- | ---------------------------- | ---------- | -------------- |
| ヤン・ユンツォン（楊雲驄）         | レオン・ライ（黎明）         | 東地宏樹   | 青幹剣【防守】 |
| チュウ・チャオナン（楚昭南）       | ドニー・イェン（甄子丹）     | 山野井仁   | 由龍剣【攻撃】 |
| ウー・ユエンイン（武元英）         | チャーリー・ヤン（楊采妮）   | 高山みなみ | 天瀑剣【均衡】 |
| フォンフォリェンチョン（烽火連城） | スン・ホンレイ（孫紅雷）     | 山路和弘   |                |
| ハン・ジィバン（韓志邦）           | ルー・イー（陸毅）           | 土田大     | 舎神剣【剛直】 |
| リュイジュ（緑珠）                 | キム・ソヨン                 | 藤原美央子 |                |
| フー・チンジュ（傅青主）           | ラウ・カーリョン（劉家良）   | 佐々木敏   | 莫問剣【英知】 |
| リィウ・ユイファン（劉郁芳）       | チャン・チンチュー（張靜初） | 松谷彼哉   |                |
| シン・ロンヅ（辛龍子）             | タイ・リーウー（戴立吾）     | 伊藤健太郎 | 競星剣【犠牲】 |
| ムーラン（穆郎）                   | ダンカン・チョウ（登勤）     | 浪川大輔   | 日月剣【結束】 |
| リィウ・ジンイー（劉精一）         | バイ・ビアオ（白彪）         |            |                |
| チィウ・トンルオ（丘東洛）         | チー・クワンチュン（戚冠軍） | 成田剣     |                |
| グワン・サンダオ（貫三刀）         | ホアン・ペン（黃鵬）         |            |                |
| フイミンダーシ（晦明大師）         | マー・ジンウー（馬精武）     | 有川博     |                |
| ドゥオゴードゥオ（哆格多親王）     | マイケル・ウォン（王文傑）   | 大滝寛     |                |
| ホアチャオ（張華昭）               | チャン・チャオ（張超）       | 本田貴子   |                |
| 寺一郎                             | リー・ハイタオ（李海濤）     | 河本邦弘   | 十二門將       |
| 窖刺                               | 劉明哲                       |            | 十二門將       |
| シャンジィ（山指）                 | 王志文                       |            | 十二門將       |
| シィショウ（石獣）                 | 唐騰飛                       |            | 十二門將       |
| 梆木子                             | 賈琨                         |            | 十二門將       |
| 三根                               | 林海斌                       |            | 十二門將       |
| ヘイジィウ（黒酒）                 | 郭鳳強                       |            | 十二門將       |
| マオラン（毛狼）                   | 張杰                         |            | 十二門將       |
| トゥシン（土行）                   | 劉振寶                       |            | 十二門將       |
| 禿獅                               | 謝彰                         |            | 十二門將       |
| クアゴールオ（瓜哥洛）             | アンジェラ・チェン（陳佳佳） |            | 十二門將       |
| 傘子                               | 姜廣金                       |            | 十二門將       |
| シィウツァイ（秀才）               | 胡明                         | 太田哲治   |                |

原作との相違点として、一部の登場人物の設定が大幅に変更されている。
チュウ・チャオナン
高麗出身の元奴隷で口数は少なく、やる事が荒療治だが仲間を思いやる硬派なヒーロー的人物に変更。
原作では天山派の弟子だったが、由龍剣を欲した親王の策略でのちに清朝に帰順。同門の弟子たちを裏切り、彼らを凶刃にかける（但し、チャオナン自身は清朝への復讐も兼ね、敢えて帰順している）。
ウー・ユエンイン
性別を女性に変更。
原作では男性である。
シン・ロンヅ
狼に育てられた青年に変更。
原作では傲慢かつ凶暴など、性格にかなり難のある中年。
ムーラン
ポジションを脇役に、かつ名前を変更。
原作では主人公の立場で、名は「凌未風」。

## スタッフ
- 監督・製作 - ツイ・ハーク
- アクション監督 - ラウ・カーリョン
- 製作 - リー・ジョウイ、マー・ジョンジュン、パン・ジージョン
- 音楽 - ウィリアム・フー、レイモンド・ウォン
- 脚本 -  ツイ・ハーク、チェン・チー・シン、チュン・ティンナム
- 原作 - 梁羽生『七剣下天山』
- 製作総指揮 - レイモンド・ウォン、ホン・ボンチュル、チャン・ヨン
- 撮影 - キョン・クォッマン
- 美術 - エディ・ウォン
- 編集 - アンジー・ラム （HKSE）
- 衣装 - プーン・ウィンヤン
- 音楽 - 川井憲次
- 共同制作 - チョン・チーセン
- プロダクション・コーディネーター - ソン・グー、チャリー・フー、キム・ユンドク
- ラインプロデューサー - フォン・チーワイ
- 武術指導 - トン・ワイ、ホン・ヤンヤン
- イメージ・デザイナー - シャーリー・チャン